# Hans Frederik Hannibal von Levetzau
Hans Frederik Hannibal von Levetzau (9. juli 1777 i Christiania – 15. maj 1861 i Odense) var en dansk officer (generalmajor) i Hæren og kammerherre.
Han var søn af Albrecht Philip von Levetzau og Christiane Fredericha komtesse Wedell-Wedellsborg. 26. marts 1812 ægtede han i Tølløse Kirke Thalia Amalia Bille (1792-1820).